# Cerylon impressum
Cerylon impressum là một loài bọ cánh cứng trong họ Cerylonidae. Loài này được Erichson miêu tả khoa học năm 1845.